# امره کیویلجیم
امره کیویلجیم (انگلیسی: Emre Kıvılcım؛ زادهٔ ۲ سپتامبر ۱۹۹۰) بازیگر، و مدل اهل ترکیه است. وی از سال ۲۰۱۴ میلادی تاکنون مشغول فعالیت بوده‌است.
از فیلم‌ها یا برنامه‌های تلویزیونی که وی در آن نقش داشته‌است می‌توان به من جلال‌الدینم اشاره کرد.